# Чемпионат СССР по классической борьбе 1955
24-й Чемпионат СССР по классической борьбе 1955 года проходил в Саратове с 21 по 24 ноября. В соревнованиях участвовало 235 борцов.

## Медалисты
| Весовая категория | Золото                                          | Серебро                                      | Бронза                                    |
| ----------------- | ----------------------------------------------- | -------------------------------------------- | ----------------------------------------- |
| Наилегчайший вес  | Николай Соловьёв «Трудовые резервы» (Ленинград) | Н. Широков «Буревестник» (Львов)             | Валентин Широков Вооружённые Силы (Львов) |
| Легчайший вес     | Борис Гуревич «Буревестник» (Москва)            | Константин Вырупаев «Труд» (Иркутск)         | Олег Караваев «Труд» (Минск)              |
| Полулёгкий вес    | Владимир Сташкевич «Динамо» (Ростов-на-Дону)    | Старченков «Спартак» (Московская область)    | Р. Галкин Вооружённые Силы (Львов)        |
| Лёгкий вес        | Яков Пункин «Металлург» (Запорожье)             | Владимир Росин Вооружённые Силы (Москва)     | Иван Коршунов «Строитель» (Минск)         |
| Полусредний вес   | Владимир Манеев «Металлург» (Волгоград)         | Николай Болдин «Буревестник» (Ленинград)     | В. Яковлев «Динамо» (Москва)              |
| Средний вес       | Гиви Картозия «Буревестник» (Тбилиси)           | Леонид Анфиногенов Вооружённые Силы (Москва) | Виктор Реков Вооружённые Силы (Москва)    |
| Полутяжёлый вес   | Аркадий Ткачёв «Водник» (Астрахань)             | Фёдор Бондур «Колос» (Новоукраинск)          | Алексей Ванин Вооружённые Силы (Москва)   |
| Тяжёлый вес       | Йоханнес Коткас «Динамо» (Таллин)               | Иван Богдан Вооружённые Силы (Киев)          | С. Баранов «Локомотив» (Москва)           |